# Simme
De Simme is een rivier in het Berner Oberland in Zwitserland. Zij is ongeveer 55km lang en mondt uit in de Kander, die even later uitmondt in de Thunersee.
De Simme ontspringt bij de Siebenbrunnen (46° 25′ NB, 7° 29′ OL), een rotsplaat met zeven bronnen, op de Rezliberg, een alp aan de westkant van de Wildstrubel, niet ver van Lenk. De Trüebbach, een zijrivier van de Simme, evenwel met een groter debiet dan de Simme zelf, leidt het smeltwater van de Rätzligletsjer, de hoofdgletsjertong van de Plaine Morte-gletsjer naar de monding in de Simme op diezelfde Rezliberg-alp. Onderaan de Rezliberg-alp zijn de Simmenfälle, waar het water in twee cascaden van ieder 9 meter over een traject van 200m naar beneden stort. Daarna gaat de rivier langs Lenk richting Zweisimmen. 
Daar komt vanuit het westen de 10 km lange Kleine Simme erbij. Deze komt uit de bergen bij Saanemöser. Na Zweisimmen stroomt de Simme door het vlakke Simmental, totdat zij na Wimmis in de Kander uitmondt (46° 41′ NB, 7° 38′ OL).
- Gemeinsame Normdatei: 4498391-8
- Historisch woordenboek van Zwitserland: 008751
- Virtual International Authority File: 236996870